# Opstand van Kronstadt

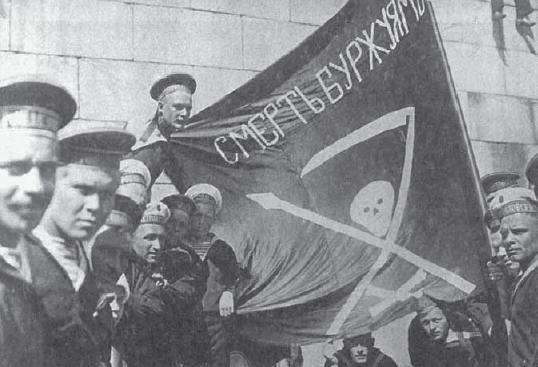
Kronstadtse rebellen (op de foto: matrozen van de Petropavlosk) met de anarchistische vlag

De Opstand van Kronstadt of de Rebellie van Kronstadt (Russisch: Кронштадтское восстание, Kronshtadtskoje vosstanije), was een rebellie van de Russische marine-eenheid in Kronstadt tegen de Sovjetregering van 1 tot 18 maart 1921. Kronstadt werd tot een min of meer autonome republiek uitgeroepen. De opstand werd met veel machtsvertoon door de Sovjetautoriteiten neergeslagen.

## Achtergrond
Kronstadt is een militaire haven en een vesting, gebouwd op het eiland Kotlin, op 30 kilometer afstand van Sint-Petersburg, dat toen Petrograd heette. In de winter was de haven bevroren en lagen de schepen vast. Een ijsbrug verbond de vesting met Petrograd. De stad leende zich uitstekend voor grootscheepse demonstraties en vergaderingen dankzij het reusachtige Ankerplein, ooit gemaakt voor exercities, dat plaats biedt aan 30.000 mensen.

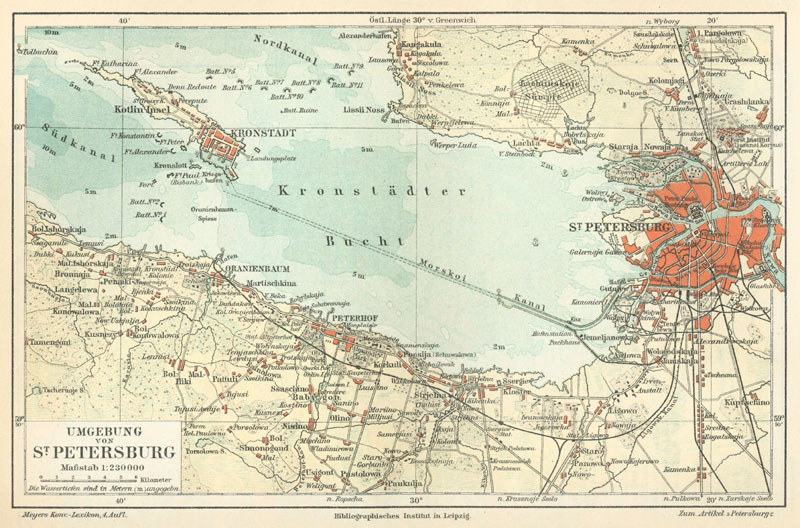
Kaart van Kronstadt, 1888.

De revolutionaire geschiedenis van de matrozen van Kronstadt begint al met de Februarirevolutie van 1917. Direct na het nieuws van de eerste opstootjes in Petrograd weigerden ze hun gehate superieuren te gehoorzamen. Ze namen bezit van de militaire gebouwen en op 28 en 29 februari werden 200 hoge officieren opgepakt en doodgeschoten. Vervolgens verklaarden de matrozen dat de officieren in het vervolg altijd gekozen moesten worden.
Op 26 mei 1917 stelden de matrozen en arbeiders van Kronstadt een eigen sovjet in. Al snel kregen de radicalere politieke stromingen de overhand. De sovjet vulde zich met bolsjewieken, links-sociaal-revolutionairen, sociaal-revolutionaire maximalisten en anarchisten, die elkaar vonden in de leus “Alle macht aan de Sovjets”. Na de tweede sovjetverkiezing van 1917 was de bolsjewistische communistische partij de grootste partij in de sovjet, maar ze hadden niet de meerderheid.
De Kronstadtsovjet proclameerde autonoom te zijn en wilde alleen voor zaken die het gehele land aangingen overleggen met de Voorlopige Regering. Aleksandr Kerenski dreigde meermaals met ingrijpen, maar nam uiteindelijk geen maatregelen. Na de Oktoberrevolutie hadden de bolsjewieken de macht in het land overgenomen. Al snel begonnen ze de sovjets ondergeschikt te maken aan de Communistische Partij. De sovjet in Kronstadt kon echter lange tijd zijn onafhankelijkheid behouden. Lenin zag af van interventie, mede omdat de matrozen dapper hadden meegestreden tijdens de revolutie. Toen de bolsjewieken in de Sovjet tijdens de verkiezingen van april 1918 terugvielen van 46% naar 29% achtte Lenin het echter tijd om ook daar in te grijpen.
In de zomer van 1918 werd de Kronstadtse sovjetdemocratie door de centrale Sovjetmachthebbers afgeschaft en vervangen door een ongekozen bureaucratisch orgaan met de communist Vasiljev aan het hoofd. De Kronstadt-bewoners verzetten zich in eerste instantie niet omdat ze de witte contrarevolutie, die inmiddels ook Petrograd bedreigde, niet in de kaart wilden spelen. Het ideaal van een soevereine en democratische sovjet bleef echter levend onder veel Kronstadters.

## De opstand

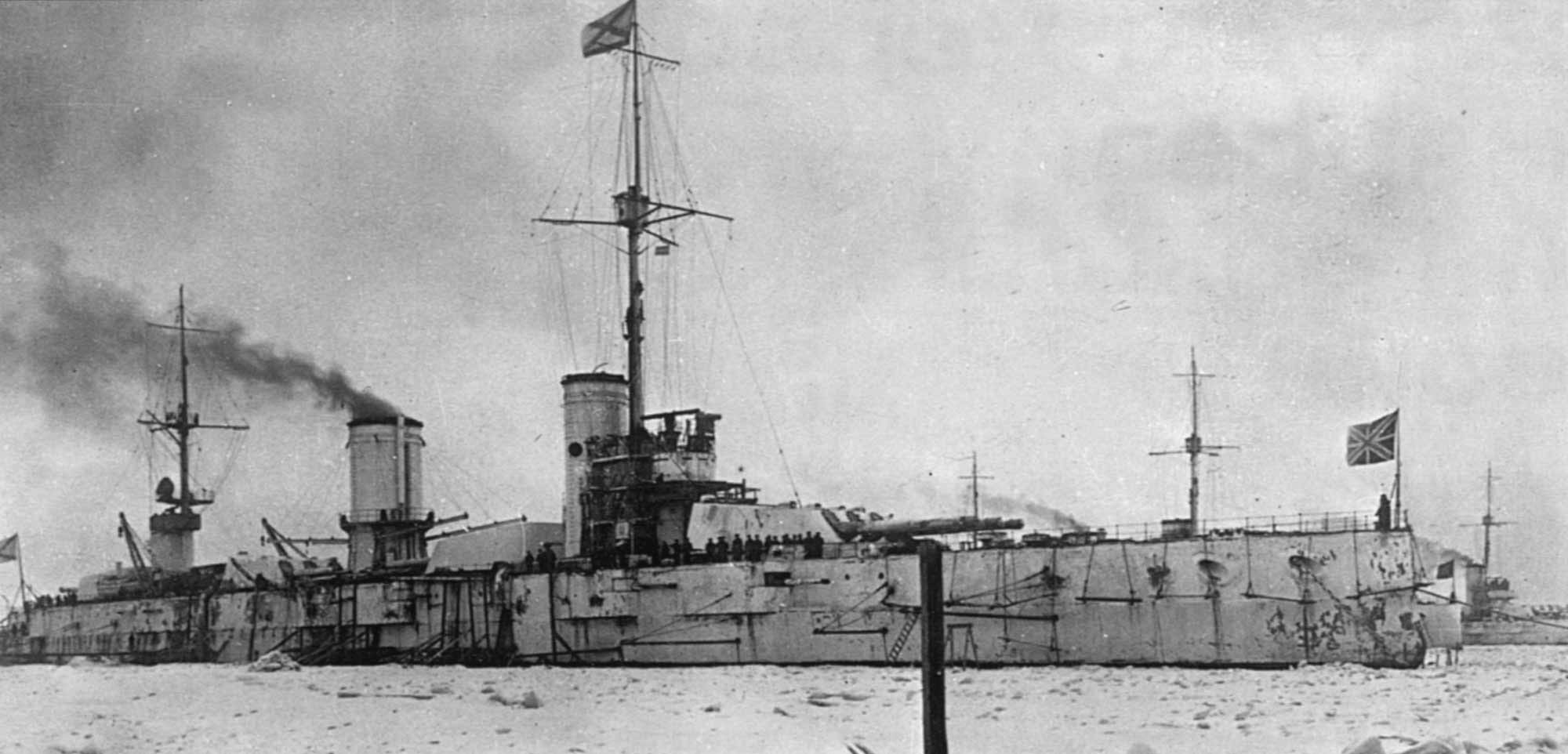
Het slagschip Petropavlovsk

Op 22 januari 1921 werd het broodrantsoen in Moskou en Petrograd met een derde verlaagd. Op 21 februari demonstreerden arbeiders in Moskou tegen de verlaging. Ook eisten de demonstranten dat de ruilhandel met het platteland zou worden gelegaliseerd. De bolsjewistische autoriteiten bevalen de troepen om op de menigte te schieten, wat een aantal doden tot gevolg had. Op 23 februari was er een demonstratie van 100.000 arbeiders in Moskou, waarna de communisten de noodtoestand afkondigden. De Tsjeka pakte honderden stakers op en vele stakers werden de toegang ontzegd tot de fabrieken, wat betekende dat ze geen rantsoenen kregen. De demonstraties sloegen van Moskou over naar Petrograd. Duizenden arbeiders gingen in staking, waardoor alle grote staalfabrieken stillagen. De bolsjewistische autoriteiten sloegen de onlusten met geweld neer, maar de sfeer bleef gespannen.
De matrozen van Kronstadt verklaarden zich solidair met de opstand en de bemanning van het slagschip Petropavlovsk nam een resolutie aan, waarin onder meer geëist werd dat er een herverkiezing van de Kronstadtse sovjet plaats moest vinden omdat de zittende sovjet ‘de wil van de arbeiders en de boeren niet meer uitvoert’. Verder werden onder meer volledige persvrijheid geëist en de vrijlating van politieke gevangenen met een socialistische achtergrond, gelijk rantsoen voor alle werkende mensen en een zekere mate van vrijhandel en vrijheid voor de boeren om hun grond naar eigen inzicht te bebouwen (veel matrozen waren van boerenkomaf en zagen tijdens hun verloven de rampzalige gevolgen van de graanvorderingen op het platteland). De Sovjetregering besloot daarop een onder leiding van Michail Kalinin staande delegatie naar Kronstadt te sturen om ‘orde op zaken te stellen’.

### 1 maart 1921
Op 1 maart nam Kalinin samen met Vasiljev en het bolsjewistische sovjetlid Koezmin plaats op een tribune op het Ankerplein. Daar waren op dat moment 16.000 mensen aanwezig. De voorzitter van de georganiseerde vergadering, matroos-foerier Petrisjenko, gaf echter het eerst het woord aan de matrozen, die de wantoestanden van de voorbije dagen in Petrograd en binnen de Sovjet-Unie in het algemeen aan de kaak stelden. Daarop stond Petrisjenko zelf op met een papier in zijn hand, las de resolutie van de bemanning van de Petropavlosk voor en zei deze in stemming te willen brengen. Kalinin sprak zich nog wel uit tegen de stemming, met als argument dat Kronstadt ‘niet heel Rusland is’, maar hij werd uitgejouwd. “Wie tegen is heft zijn hand op”, riep Petrisjenko. Op de tribune hieven Kalinin, Vasiljev en Koezmin hun hand op. “Dan is de resolutie met meerderheid van stemmen en drie stemmen tegen aangenomen”, besloot hij de vergadering. Kalinin keerde terug naar Petrograd, Vasiljev en Koezmin werden de volgende dag gearresteerd.

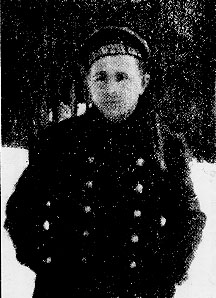
Petrisjenko (1892-1947), een van de rebellenleiders, later gevlucht naar Finland

### 2 maart 1921
Op 2 maart betitelden Vladimir Lenin en Leon Trotski de opstand in Kronstadt als muiterij en begonnen maatregelen voor te bereiden. Verdachte soldaten, matrozen en familieleden van opstandelingen in Petrograd werden gearresteerd en in de hele provincie Petrograd werd de noodtoestand uitgeroepen.
In Kronstadt werd op dezelfde dag een Voorlopig Revolutionair Comité ingesteld ter verdediging van Kronstadt, onder leiding van Petrisjenko. Deze liet direct alle vestingen en garnizoenen in Kronstadt bezetten, waarmee het gewapende verzet tegen de centrale Sovjetregering een feit was.

### 3 maart 1921
Vanaf 3 maart begon er ook een soort van propagandastrijd tussen de Kronstadtse editie van Izvestia en Radio Moskou. Welbeschouwd vormde het wegvallen van het Kronstadtse bolwerk een blamage voor de bolsjewieken. Trotski had in 1917 nog geroepen dat de matrozen van Kronstadt ‘de trots van de Revolutie’ waren. Ze probeerden nu hun gezicht te redden door te beweren dat de opstandelingen in Kronstadt niet dezelfde waren als in 1917, dat de beste proletarische matrozen tijdens de Burgeroorlog het leven hadden gelaten en vervangen waren door ‘boerenkinkels in matrozenpakken, die vanuit hun dorpen kleinburgerlijke en anarchistische houdingen met zich meebrachten’.

### 4 en 5 maart 1921
Op 4 maart startte generaal Michail Toechatsjevski met intimiderende patrouilles op Kotlin en op het ijs van de Finse Golf.
De Petrogradse sovjet nam een resolutie aan die de opstand van Kronstadt als contrarevolutionair bestempelde. De beschuldigingen en agitprop van Radio Moskou werden steeds dreigender.
Op 5 maart stelde Trotski een ultimatum aan de opstandelingen in Kronstadt; hij eiste dat zij zich onmiddellijk aan het gezag van de Sovjetrepubliek zouden onderwerpen. “Slechts zij die zich onvoorwaardelijk overgeven kunnen op de genade van de Sovjetrepubliek rekenen”, stelde hij, “anderen zullen als patrijzen worden afgeschoten”.
Vanuit Petrograd kwamen ondertussen steunbetuigingen aan de opstandelingen, met name uit anarchistische hoek, onder anderen van Emma Goldman en Alexander Berkman. Grigori Zinovjev wees hun voorstel om te bemiddelen af.

### 7 en 8 maart 1921

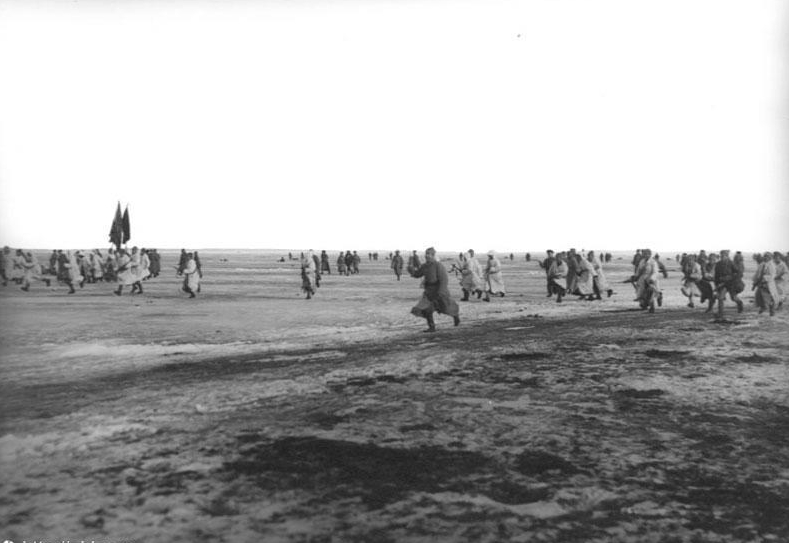
8 maart: Sovjettroepen rukken over het ijs op tegen de rebellen in Kronstadt

Op 7 maart werd de aanval geopend en bestookte het Sovjetleger Kronstadt met een spervuur aan bommen en granaten. De anarchist Alexander Berkman kon het gebulder van de kanonnen dertig kilometer verderop in Petrograd horen.
Op 8 maart bestormden infanterie-eenheden van Toechatsjevski de stad vanuit een sneeuwstorm, in witte ‘spookachtige’ pakken, maar de aanval werd door de Kronstadters afgeslagen: veel van de Rode infanteristen werden kansloos neergeschoten of vonden de dood in de gaten die de zware wapens van de opstandelingen in het ijs hadden geschoten. Generaal Toechatsjevski plaatste Tsjeka-agenten met machinegeweren achter de infanterie om soldaten die zonder bevel terugtrokken dood te schieten.

### 10 t/m 15 maart 1921
Van 10 tot 15 maart werd Kronstadt vrijwel voortdurend gebombardeerd. De bevolking van Kronstadt, dat volledig omsingeld was, werd steeds hongeriger, maar hield stoïcijns vol. Ook vrouwen en kinderen sjouwden volop met munitie en sleepten gewonden weg uit de frontlinie. Op 15 maart werd het hospitaal door een bombardement vernietigd.

### 16 en 17 maart 1921
Op 16 maart om 14.20 uur begon de Sovjetartillerie met een onafgebroken kanonnade die de definitieve fase van de strijd zou inluiden. Met het vallen van de nacht namen de Sovjettroepen (50.000 man) hun stellingen op het ijs weer in en om 1 uur in de nacht zetten ze zich in beweging. Op hun buik op het ijs liggend schoten de Kronstadters vanachter het prikkeldraad tot hun munitie op was. De slag zou 18 uur woeden en aan 10.000 soldaten van het Rode Leger het leven kosten.
Op 17 maart om 8 uur in de ochtend bereikten de bolsjewistische troepen van Toechatsjevski de stad. Arbeiders en matrozen leverden nog verwoede straatgevechten, maar aan het eind van de ochtend hadden de bolsjewieken het Ankerplein bezet. Eenheden van de Tsjeka, onder nieuwe leiding van Pavel Dybenko, kregen absolute volmacht de stad te reinigen van de ‘muiters’. De laatste matrozen bleven, zich van huis tot huis verschansend, schieten, tot enige tientallen bij elkaar werden gedreven nabij het Ankerplein en door mitrailleurvuur werden afgemaakt. In de noordpunt van de stad ging het schieten nog even door en enkele matrozen wisten in de nacht nog te ontkomen naar Finland.

### 18 maart en later
In de ochtend van 18 maart was het, op een enkel schot na, stil in de straten van Kronstadt en hadden de opstandelingen zich overgegeven. De gevangen opstandelingen werden gedwongen om een strafmars door Petrograd te lopen. Later die nacht werden op bevel van Grigori Zinovjev 500 ‘verraders’ zonder enige vorm van proces doodgeschoten. De vaste executiepelotons weigerden echter het bevel uit te voeren, zodat een brigade Komsomoltieners het bevel kreeg de matrozen neer te schieten.
In de loop van de daarop volgende maanden werden nog eens 2000 opstandelingen geëxecuteerd, bijna allemaal zonder enige vorm van proces, terwijl tal van anderen naar Solovki werden gestuurd, het eerste concentratiekamp in Rusland.
Zo’n 8000 opstandelingen waren erin geslaagd naar Finland te vluchten, maar daar werden ze gevangengezet en gedwongen dwangarbeid te verrichten. Velen werden later terug naar Rusland gelokt met de belofte van amnestie, waarna ze bij terugkeer werden doodgeschoten of naar een concentratiekamp gestuurd.
De leider van de opstand, de Oekraïner Stepan Petritsjenko, ontkwam naar Finland, waar hij een geïsoleerd leven leidde. In de jaren 1941-44 werd hij geïnterneerd en vervolgens in 1945 uitgeleverd aan de Sovjet-Unie. Daar verdween hij in een gevangenkamp, waar hij in 1947 stierf.

## Betekenis
De opstand van Kronstadt wordt gezien als een markerend moment in de Sovjetgeschiedenis: voor het eerst keerde het bewind zich tegen een in feite toch proletarische opstand. De opstand werkte door in Lenins besluit tot ‘verbod van factievorming’ en was zo een belangrijke aanleiding voor de vestiging van de absolute dictatuur.
Het neerslaan van de opstand had een verpletterende werking op socialisten over de hele wereld. Ze zagen het als een bewijs dat de bolsjewieken tirannen waren geworden. Alexander Berkman schreef op 18 maart niet zonder ironie in zijn dagboek: “De overwinnaars vieren de verjaardag van de Parijse Commune van 1871. Trotski en Zinovjev klagen Thiers en Gallifet aan voor de slachtoffers onder de Parijse opstandelingen”.

## Tiende partijcongres
Ten tijde van de Kronstadtse rebellie vond in Moskou van 8 tot 15 maart het Tiende Partijcongres plaats. Lenin drukte daar twee belangrijke resoluties door: het al genoemde verbod op factievorming en de vervanging van de voedselvorderingen door een belasting in natura: de boeren mochten als ze hun belasting hadden betaald de rest van hun overschotten verkopen op de vrije markt, waarmee een begin werd gemaakt met de NEP. Historici zijn het later vaak oneens geweest over de vraag of, en zo ja in hoeverre, deze besluitvorming plaats heeft gevonden onder invloed van de gebeurtenissen in Kronstadt.